# Cornelis Eliza Bertus Bremekamp
Cornelis Eliza Bertus Bremekamp  ( 1888 -1984 ) fue un botánico y pteridólogo neerlandés.
Desarrolló importante actividad científica en Sudáfrica, llegando a Profesor Titular en la Universidad de Transvaal, Sudáfrica.

## Algunas publicaciones
- 1944. Materiales para una Monografía de las Strobilanthinae-Acanthaceae (Verhandelingen der Nederlandsche Akademie van Wetenschappen). Afd. natuurkunde. sect. 2. dl. 41: 1.

- 1948. A Preliminary Survey of the Ruelliinae-Acanthacae-of the Malay Archipelago & New Guinea (Verhandelingen der Nederlandsche Akademie van Wetenschappen. Afd. Natuurkunde. Sect. 2. dl. 45: 1)

- 1952. The African Species of Oldenlandia L. sensu Hiern et K. Schumann. Con ilustraciones (Verhandelingen der Koninklijke Nederlandse Akademie van Wetenschappen. Afd. Natuurkunde. reeks 2. dl. 48: 2.)

- 1963.  Sur quelques genres de Psychotriées-Rubiacées-et sur leurs représentants malgaches et comoriens. Con resumen en inglés. (Verhandelingen der Koninklijke Nederlandse Akademie van Wetenschappen. Afd. Natuurkunde. reeks 2. dl. 54: 5.)

### Libros
- 1929. A revision of the South African species of Pavetta. Ed. Cambridge University Press. 213 pp.

- 1942. The position of the genus Thomandersia Baill. Ed. Société botanique néerlandaise. 175 pp.

- 1948. Notas sobre las Acanthaceae de Java (Verhandelingen der Koninklijke Nederlandsche Akademie van Wetenschappen, Afd. Natuurkunde, 2. sect). Ed. Noord-Hollandsche Uitg. Mij. 78 pp.

- 1955a. Las especies de Thunbergia del área Malesiana (Verhandelingen der Koninklijke Nederlandse Akademie van Wetenschappen. Afd. Natuurkunde. 2. reeks). Ed. North-Holland.90 pp.

- 1955b. A revision of the Malaysian Nelsonieae (Scrophulariaceae). Ed. Archipel. 261 pp.

- 1962. The various aspects of biology: Essays by a botanist on the classification and main contents of the principal branches of biology (Verhandelingen der Koninklijke ... Afd. Natuurkunde : Tweede reeks). Ed. Noord-Hollandsche Uitg. Mij. 199 pp.

## Honores

### Epónimos
Géneros
- (Acanthaceae) Bremekampia Sreem.[1]

- (Rubiaceae) Batopedina Verdc.[2]

Especies
- (Acanthaceae) Barleria bremekampii Oberm.[3]

- (Acanthaceae) Justicia bremekampii V.A.W.Graham[4]

- (Acanthaceae) Strobilanthes bremekampiana J.R.I.Wood & J.R.Benn.[5]

- (Portulacaceae) Anacampseros bremekampii Poelln.[6]

- (Rubiaceae) Pavetta bremekampiana Pic.Serm.[7]

- (Rubiaceae) Psychotria bremekampiana (Steyerm.) A.P.Davis & Govaerts[8]

- (Rubiaceae) Oxyanthus bremekampii Cavaco[9]

- (Rubiaceae) Pseudonesohedyotis bremekampii Tennant[10]

- (Rutaceae) Vepris bremekampii (I.Verd.) Mziray[11]

- La abreviatura «Bremek.» se emplea para indicar a Cornelis Eliza Bertus Bremekamp como autoridad en la descripción y clasificación científica de los vegetales.[12]